# Musée d'Art de Taganrog
Le musée d'art de Taganrog se trouve dans la ville de Taganrog en Russie. Il a été fondé en 1898, année du bicentenaire de la ville, et rassemble plus de six mille pièces.

## Historique
L'idée de sa fondation appartient à Anton Tchekhov qui naquit et étudia dans cette ville. Ilia Répine, à la demande de l'écrivain, s'adressa au conseil de l'Académie impériale des beaux-arts, afin de recueillir pour le musée de la ville des collections de peintres russes. L'Académie fit don en 1902 de huit tableaux, parmi lesquels Pins sur une pente et La Rivière Louga de Julius Fedders (de), où Le Zaporogue en reconnaissance de Sergueï Vassilkovski.
Le musée d'art prend officiellement naissance en 1968, lorsque le musée de la ville de 1898, donne son indépendance à la collection du musée actuel, intitulée alors Galerie de tableaux de Taganrog. Celle-ci s'installe en 1977 dans un ancien hôtel particulier, celui du marchand de la deuxième guilde de Taganrog, Anton Khandrine, construit en 1870, au n° 100 de la rue Alexandrovskaïa. Le musée reçoit sa dénomination actuelle en 2003.

## Collection
Parmi les six mille pièces du musée, on peut distinguer des icônes anciennes, des sculptures (dont celles de Clodt et de Gillet) et des objets d'art décoratif, ainsi que des tableaux de peintres russes entre les XVIIIe et XXe siècles, comme des œuvres d'Antropov, Rokotov, Siemiradzki, Aïvazovski, Tropinine, Kiprenski, Chichkine, Savrassov, Répine, Sourikov, Véréchtchaguine, Makovski, Levitan, Kouïndji, Serov, Tchekhov, Korovine, Sinodi-Popov (en), Serafima Blonskaïa, Bogdanov-Belski, Roerich, etc. L'art soviétique est représenté par Igor Grabar, Alexandre Guerassimov, Nikolaï Krymov, Evgueni Voutchetitch (sculptures) ou Andreï Gontcharov (ru) (dessins), etc.
Le musée organise aussi régulièrement des expositions de tableaux d'artistes russes contemporains, comme Natalia Douritskaïa.

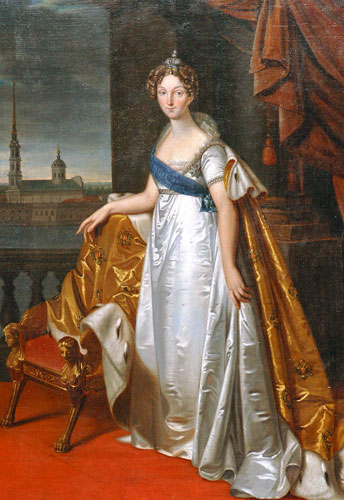
Portrait de l'impératrice Élisabeth, épouse d'Alexandre Ier
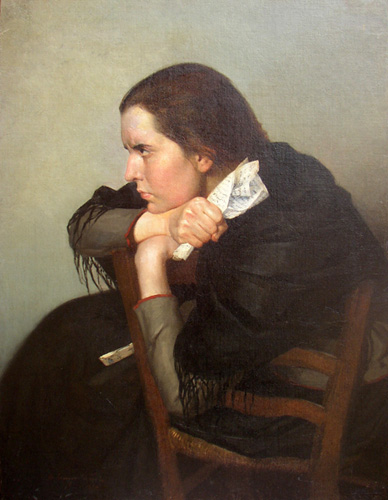
Portrait de l'artiste Serafima Blonskaïa (1890) par Dmitri Sinodi-Popov (en).
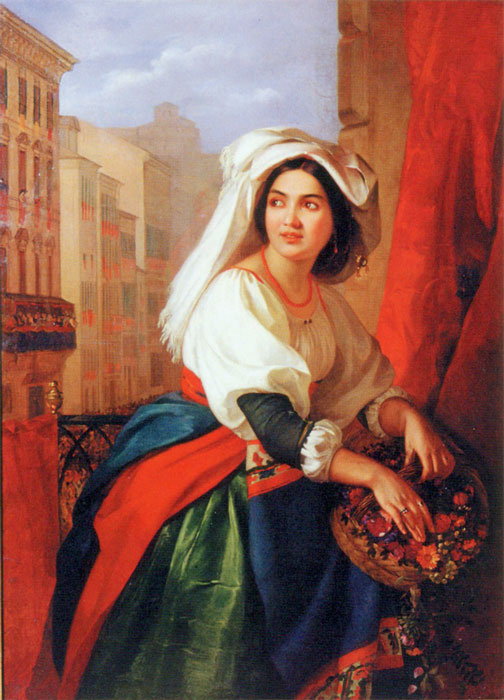
Jeune fille au carnaval d'Apollon Mokritski (en)
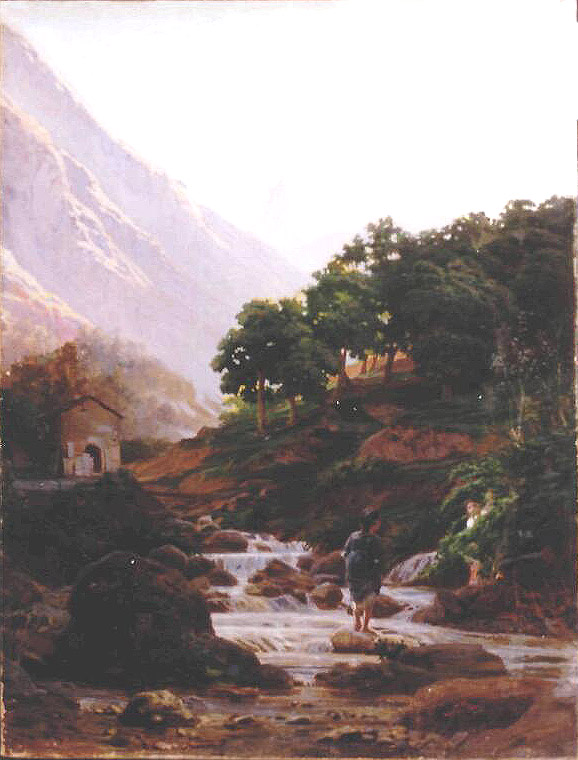
Carrare de Nikolaï Gay
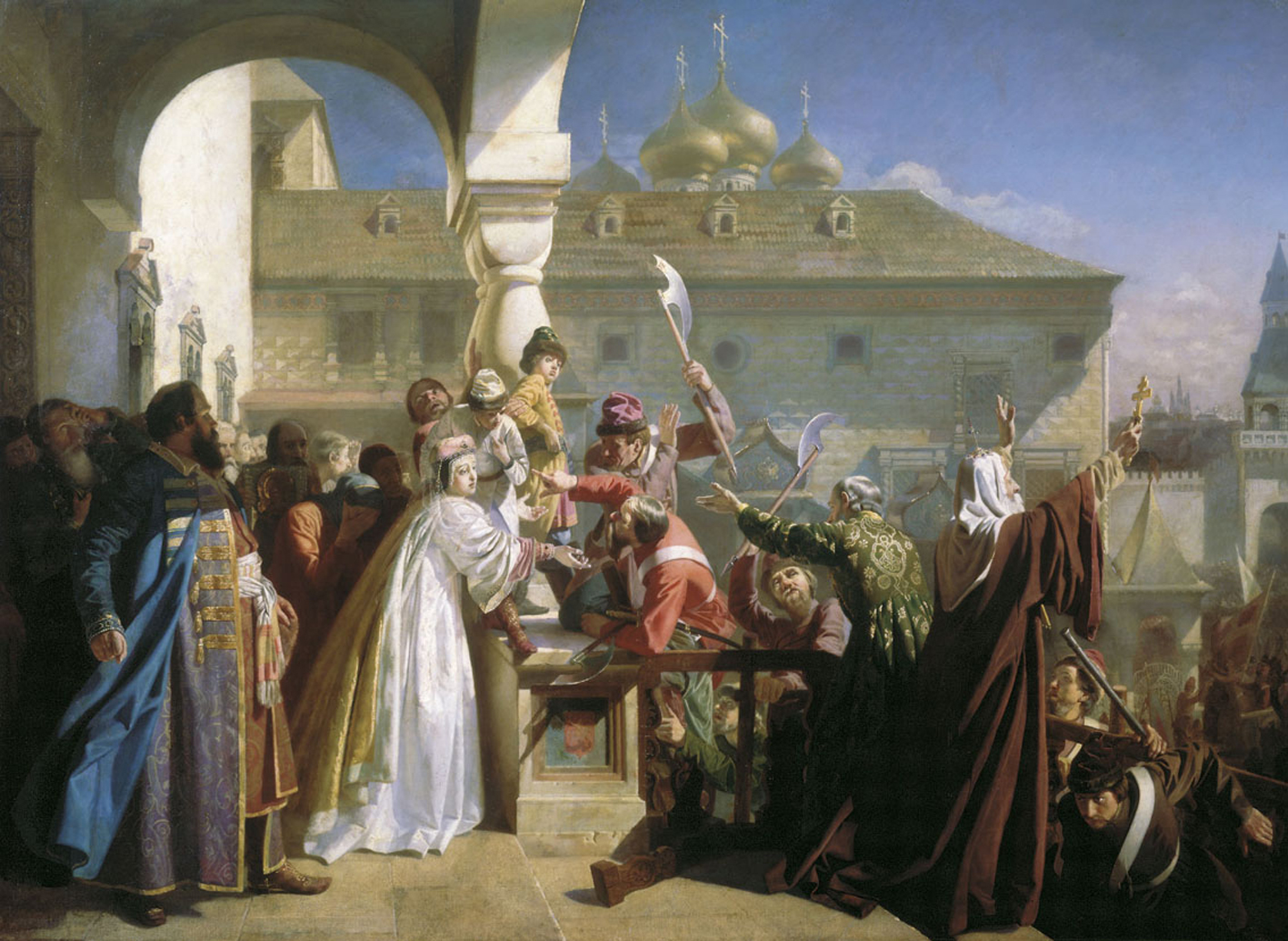
La Révolte moscovite de 1682 de Nikolaï Dmitriev-Orenbourgski

## Lien interne

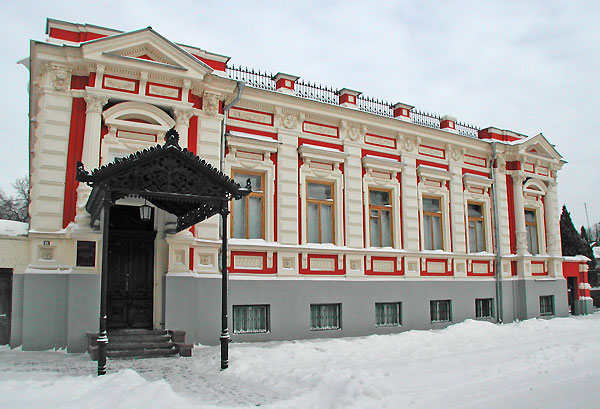
Façade du musée d'art de Taganrog en hiver.

## Sources
- (ru) Cet article est partiellement ou en totalité issu de l’article de Wikipédia en russe intitulé « Таганрогский художественный музей » (voir la liste des auteurs).